# Shantia Ullmann
Shantia Ullmann (n. 1983, Hamburg, RFG) este o actriță germană.

## Date biografice
Tatăl este de asemenea actor el este în conducerea agenției proprii de teatru din Hamburg, iar mama ei este dansatoare. Fratele ei Kostja Ullmann este de asemenea actor. Shantia Ullmann, este deja la vârsta de 8 ani pe scenă, jucând un rol din basmul "Frumoasa din pădurea adormită". Ulterior va juca în diferite piese de teatru scrise de clasici ca Molière sau în filme seriale ca Großstadtrevier, Alarm für Cobra 11 – Die Autobahnpolizei, Der Ermittler și Tatort Kiel. În anul 2007 termină studiul artelor dramatice în Hannover.

## Teatru
- 1996 - Delphi Theater Hamburg, Jason in Falsettos (Musical), Regie: Markus Weber
- 1997 - Ernst Deutsch Theater Hamburg, Lisette in Die Schule der Ehemänner, Regie: Jörg Pleva
- 1998 - Theater im Zelt Hamburg, Erphile in Die vornehmen Liebhaber, Regie: Jörg Pleva
- 2006 - szenische Lesung Anahita in Anahita, wer schuf das Wasser, wer das Gesetz, Regie: Sahand Zimmermann
- 2006 - schauspielhannover Wir im Finale, div. Rollen, Regie: Marc Prätsch
- 2006 - Komödie am Kurfürstendamm Berlin: krankes Mädchen und div. Rollen in Der Hauptmann von Köpenick, Regie: Jürgen Wölffer
- 2007 - Freilichtspiele Schwäbisch Hall Mariane in Der Geizige, Regie: Thomas Goritzki
- 2007 - Schauspielbühnen in Stuttgart Komödie im Marquardt: Catherine in Acht Frauen, Regie: Klaus Seiffert
- 2008 - Schauspielbühnen in Stuttgart Komödie im Marquardt: Hexe Lilli in Hexe Lilli und der verrückte Ritter, Regie: Christoph Wieschke
- 2009 - Landestheater Salzburg:Gretchen in J.W.Goethes Faust I., Intendant: Carl Philip von Maldeghem

## Filmografie
- 2002 - Der Ermittler (serial TV)
- 2003 - Rettungsflieger (serial TV)
- 2004 - Tatort – Kiel (serial TV)
- 2004 - Chain Reaction Massacre (film de scurt metraj)
- 2004 - Am Ende des Tages (film de scurt metraj)